# Zisterzienserinnenkloster Aschersleben
Das Zisterzienserinnenkloster Aschersleben war von 1266 bis 1553 ein Kloster der Zisterzienserinnen in Aschersleben in Sachsen-Anhalt.

## Geschichte
Die Askanier gründeten 1266 in Liebenwahn (damals Vorstadt von Aschersleben, siehe den Straßennamen Liebenwahnscher Plan) das Zisterzienserinnenkloster St. Marien, das auch als „Graues Kloster“ (lateinisch: Ascharia) bekannt war. Anderen Quellen zufolge fand die Gründung bereits 1250 statt, doch mag damit eine Schwesternsammlung gemeint sein, wie sie oft förmlichen Gründungen vorausging. Das Kloster wurde 1525 zerstört, 1553 offiziell aufgelöst und 1561 endgültig abgebrochen. Heute erinnert nur noch der Straßenname Klosterhof an das einstige Kloster. Das Baudenkmal Klosterhof 5 ist ein Überrest aus der Klosterzeit.